# Allodecta maxillaris
Allodecta maxillaris är en spindelart som beskrevs av Elizabeth Bangs Bryant 1950.
Allodecta maxillaris ingår i släktet Allodecta och familjen hoppspindlar. Inga underarter finns listade i Catalogue of Life.